# Eugène Emmanuel Amaury-Duval

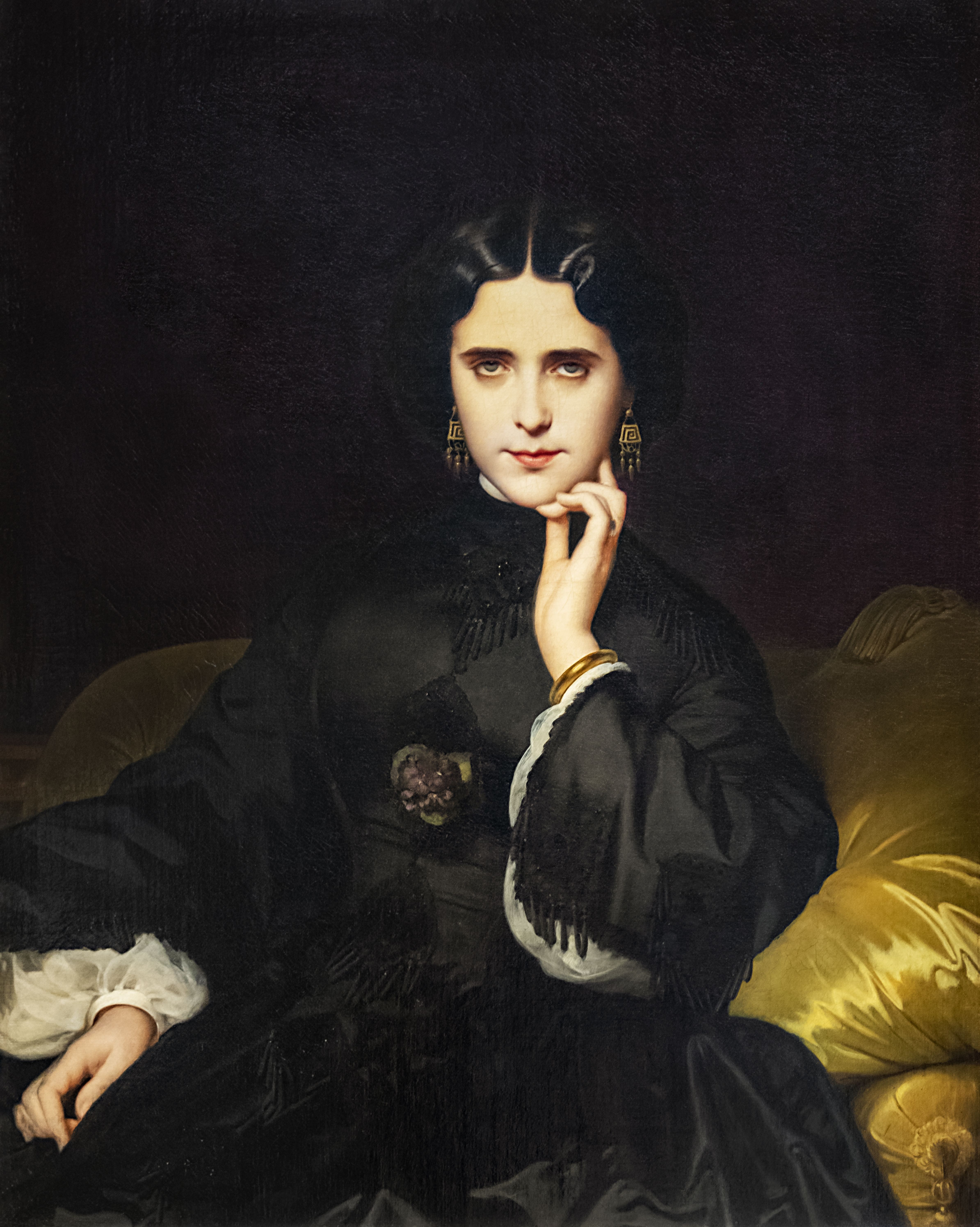
Porträtt av Madame de Loynes, oljemålning av Eugène Emmanuel Amaury-Duval.

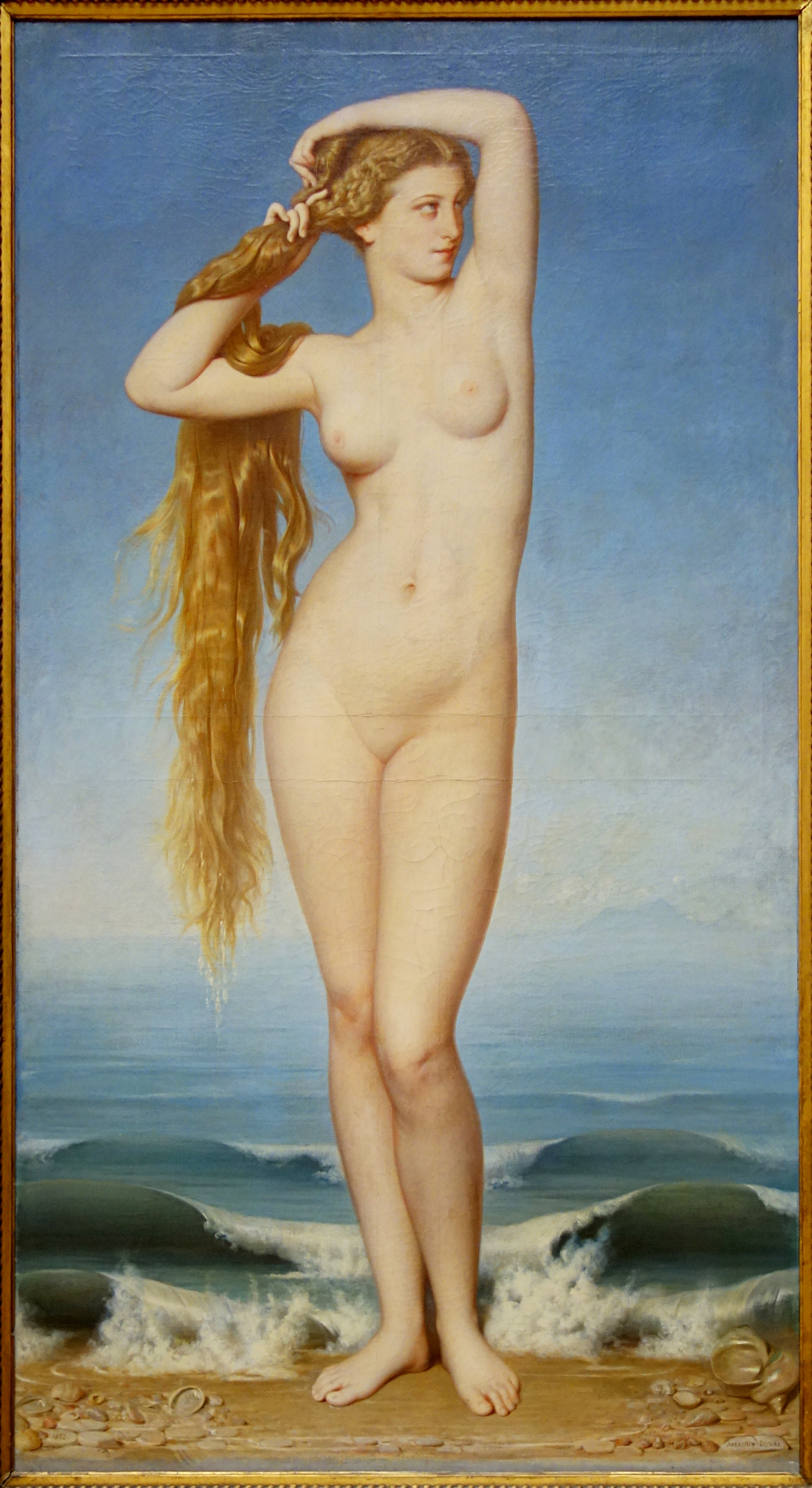
Venus födelse, oljemålning av Eugène Emmanuel Amaury-Duval.

Eugène Emmanuel Amaury-Duval, född 16 april 1806 och död 25 december 1885, var en fransk målare.
Amaury-Duval var elev till Jean Auguste Dominique Ingres, och började som porträttmålare men övergick snart till historiemåleriet och utförde ett stort antal dekorativa målningar i kyrkor i Paris och dess omgivningar. Han styrka låg i ädel form och god komposition. Amaury-Duval har även utgett självbiografiska arbeten av stort konsthistoriskt värde.